# Biegunka osmotyczna
Biegunka osmotyczna – stan chorobowy zaliczany do biegunek przewlekłych, spowodowany obecnością w świetle jelit substancji niewchłanialnych. Polega na wydalaniu większej ilości stolców o wodnistej konsystencji przez ponad 4 tygodnie. Charakteryzuje się ilością stolca ponad 200 g na dobę oraz częstością oddawania ponad 3 razy na dobę. 
Powstaje najczęściej w wyniku upośledzonego wchłaniania w jelicie cienkim lub jelicie grubym powodującego gromadzenie się w świetle jelita substancji osmotycznie czynnych, a co za tym idzie przechodzenie płynów do światła przewodu pokarmowego zgodnie z gradientem osmotycznym.
Biegunkę osmotyczną wywoływać mogą:
- leki:
  - przeczyszczające z grupy środków osmotycznych (siarczan magnezu, glikol polietylenowy, makrogole, laktuloza)
  - leki zobojętniające kwas solny (wodorotlenek magnezu)
  - orlistat
  - przy przewlekłym przyjmowaniu: neomycyna, kolchicyna, kolestyramina, metyldopa, biguanidy
- dietetyczne produkty spożywcze i słodycze mające w składzie sorbitol, mannitol lub ksylitol
- niedobór laktazy i innych disacharydaz
- zespół krótkiego jelita, przetoki jelitowe[1].